# Bintje
La Bintje est une variété de pomme de terre  de consommation créée aux Pays-Bas au début du XXe siècle. Elle fut longtemps la plus cultivée en Europe, voire dans le monde (devant la « Russet Burbank ») et reste la plus cultivée en France. En Belgique, où elle est très appréciée pour la production des frites, elle a longtemps dominé le marché avant de chuter fortement dans le pourcentage des surfaces en pomme de terre ces dernières années (35% en 2017, 25% en 2018 et seulement 6% en 2020) et est par conséquent dépassée par plusieurs autres variétés "Fontane", "Challenger" et "Innovator".
En France son aire de production se concentre dans la partie nord du pays, en particulier dans le Nord-Pas-de-Calais. Elle y bénéficie d'un label de qualité dans la vallée de la Lys (IGP Pomme de terre de Merville).
Sur le plan agronomique, la Bintje se distingue par sa productivité élevée, avec des tubercules de forme ovale-arrondie de calibre moyen assez élevé. Son rendement lui a valu à l'origine aux Pays-Bas, le qualificatif de Rijkmaker (qui rend riche). En revanche, elle est sensible à différentes maladies et ravageurs, en particulier au mildiou, à la gale poudreuse, à la galle verruqueuse, au rhizoctone brun, à la pourriture sèche, au virus Y (mosaïque) et aux nématodes.
Sur le plan culinaire, c'est une pomme de terre de consommation à chair farineuse, considérée comme polyvalente. Même si ce n'est pas toujours la variété optimale pour chacune des utilisations, elle convient aussi bien pour faire bouillir, rôtir, frire, pour la soupe, le gratin et la purée, moins pour la salade. C'est la pomme de terre des frites belges,. Elle est particulièrement adaptée à la purée car elle s'écrase facilement.
Elle a été baptisée ainsi par son obtenteur, d'après le prénom d'une de ses anciennes élèves : Bintje Jansma. Bintje en néerlandais est le diminutif de Benedikte.
La Bintje a été élue « pomme de terre de l'année 2012 » (Kartoffel des Jahres 2012) en Allemagne.

## Fiche descriptive
- Origine génétique : Munterschen X Franschen (Jaune d'or)
- Obtenteur(s) : Kornelis Lieuwes de Vries - (Pays-Bas)
- Inscription au catalogue français (1935)
- Catégorie : consommation
- Maturité : demi-précoce

### Caractères descriptifs

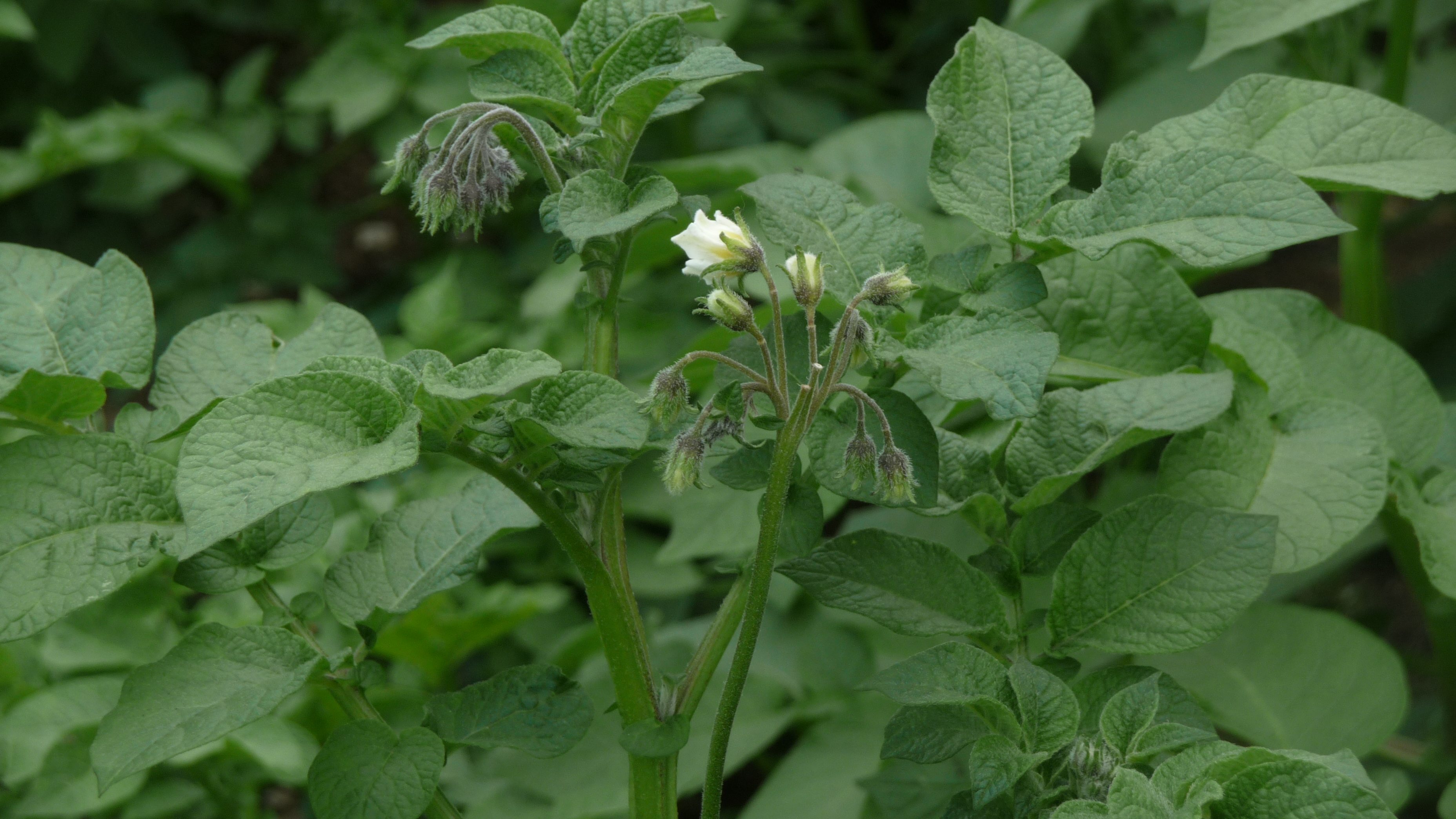
Plant de 'Bintje' en début de floraison.

- Tubercule : oblong, régulier, yeux superficiels, peau jaune, chair jaune.
- Germe : violet, conique, pilosité moyenne.
- Plante : taille assez haute, port demi-dressé, type semi-feuillu.
- Tige : entrenœuds moyennement pigmentés, nœuds faiblement pigmentés, aux ailes développées, rectilignes et ondulées.
- Feuille : vert franc, peu divisée, mi-ouverte ; foliole moyenne, ovale (I = 1,78) ; limbe plan.
- Floraison : moyennement abondante.
- Fleur : blanche, bouton floral partiellement pigmenté.
- Fructification : très rare.

## Folklore
Dans le Nord de la France, depuis 2006, la Bintje est représentée par Madame Bintje, Géante de procession créée par la ville de Hondschoote.

## Citations
« Moi celle que je préfère, c'est la Bintje »

— Pierre Perret, dans le film Les Patates de Claude Autant-Lara